# Pseudomicrocara picta
Pseudomicrocara picta is een keversoort uit de familie moerasweekschilden (Scirtidae). De wetenschappelijke naam van de soort werd in 1953 gepubliceerd door Armstrong.
De kever komt enkel in Australië voor.